# Zizyphomyia crescentis
Zizyphomyia crescentis là một loài ruồi trong họ Tachinidae.